# Бикбаев, Равиль Тухватович
Рави́ль Тухва́тович Бикба́ев (баш. Рауил Төхфәт улы Бикбаев 12 декабря 1938, деревня Верхний Кунакбай Покровский район Оренбургской области — 23 апреля 2019, Уфа, Башкортостан) — башкирский поэт, литературовед и общественный деятель. Народный поэт Башкортостана (1993 год), доктор филологических наук (1996 год), заслуженный деятель науки Республики Башкортостан (1992 год), заслуженный работник культуры Чувашской Республики, Почётный гражданин города Уфы (с 1999 года), член-корреспондент Академии наук Республики Башкортостан (с 2009 года), профессор. Депутат, Председатель Комитета по образованию, науке, культуре, спорту и делам молодёжи Государственного Собрания — Курултая Республики Башкортостан (2008—2013). Один из авторов Гимна Республики Башкортостан.

## Награды

Бикбаев Равиль Тухватович с первым Президентом Республики Башкортостан Рахимовым Муртазой Губайдулловичем. Уфа, 20 февраля 2009 года

## Память

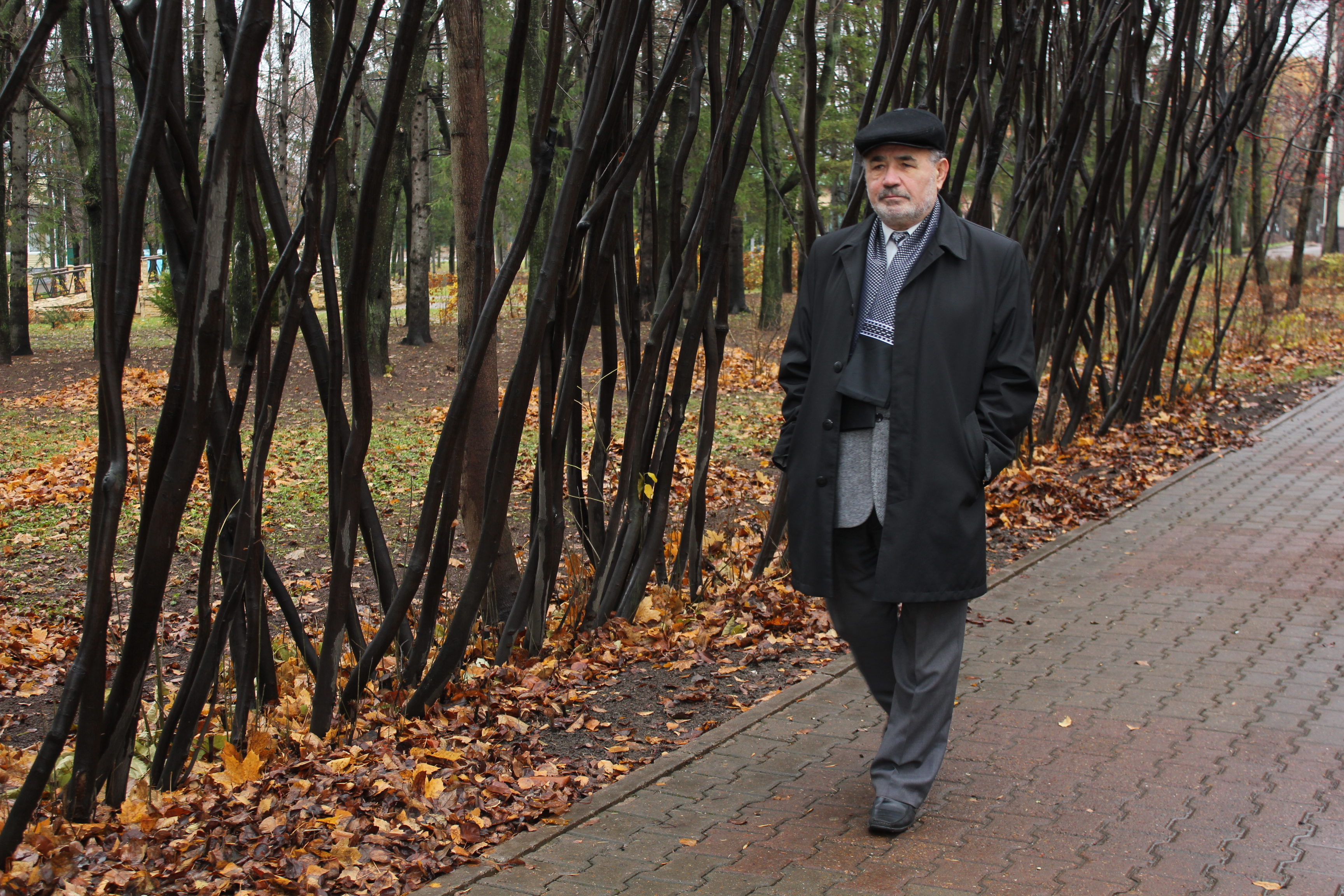
Равиль Бикбаев, санаторий «Зелёная Роща», 2013 год

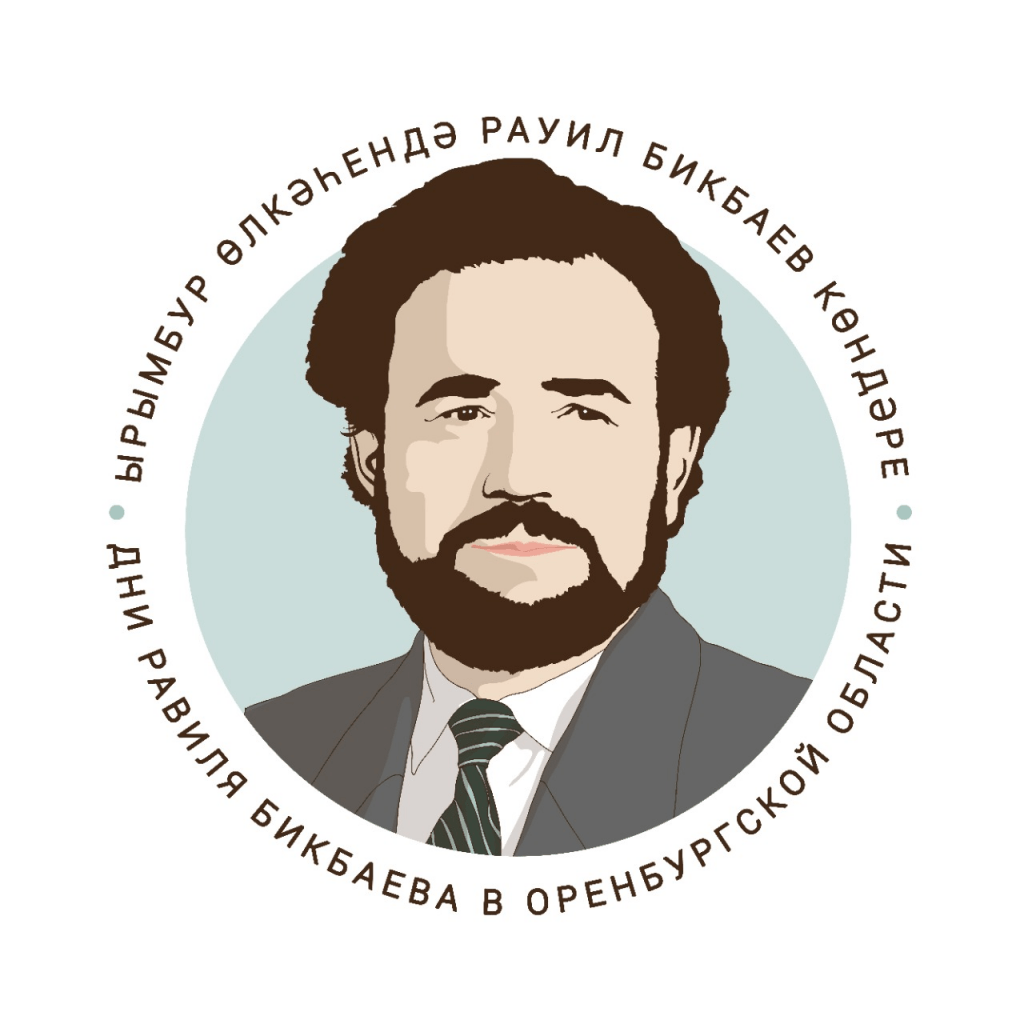
Дни народного поэта Башкортостана Равиля Бикбаева в Оренбургской области

## Биография

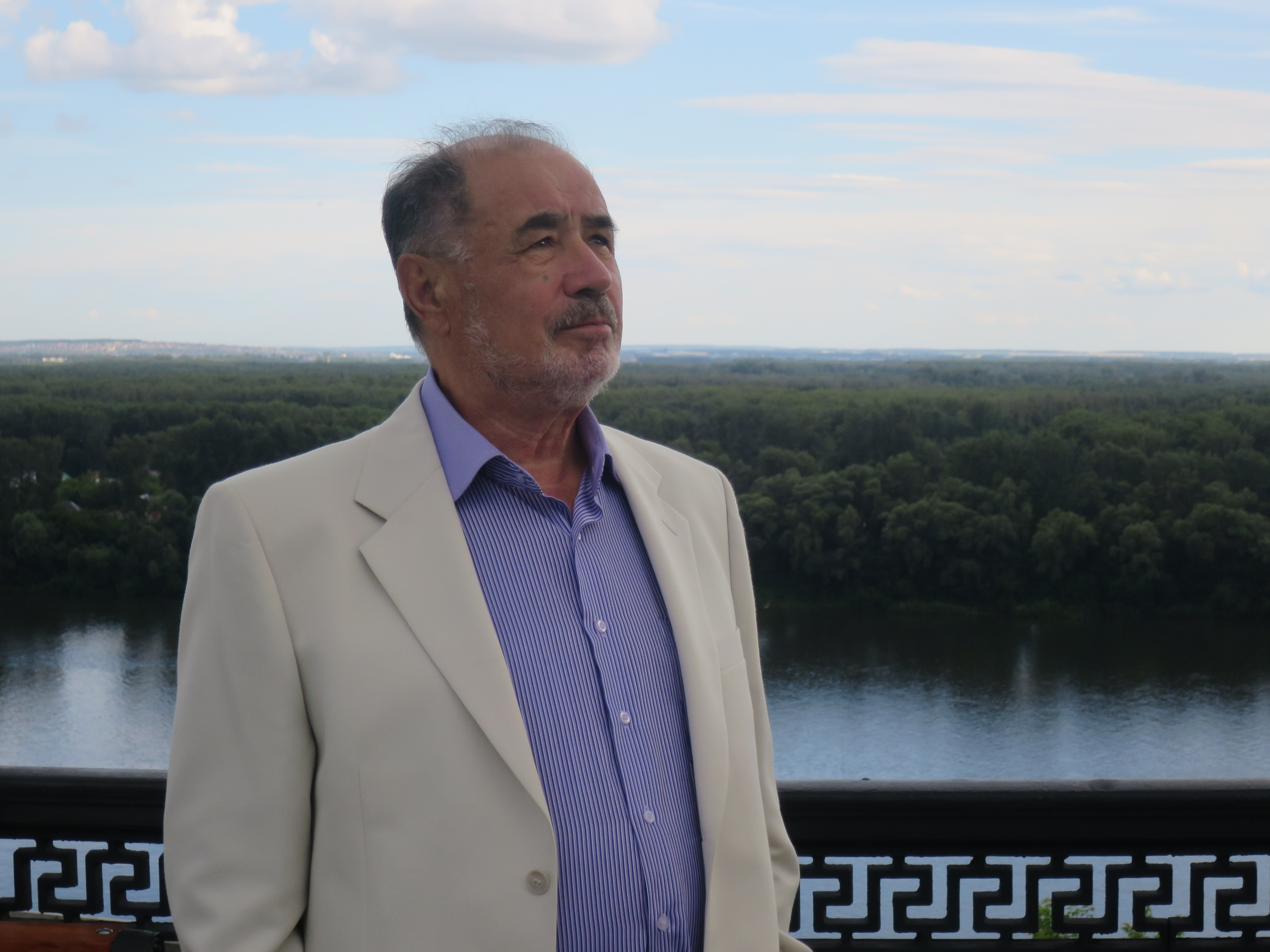
Равиль Бикбаев в парке Ватан, 2015 год

Бикбаев Равиль Тухватович родился 12 декабря 1938 года в деревне Верхний Кунакбай Переволоцкого района Оренбургской области. В 1953 году окончил семилетнюю школу, в 1953—1957 годы учился в Ак-Булакском педагогическом училище. Окончил филологический факультет Башкирского государственного университета (1962 год). После окончания университета в 1962—65 годы учился в аспирантуре Института истории, языка и литературы Башкирского филиала Академии наук СССР. C 1965 года научный сотрудник отдела литературы Института истории, языка и литературы Уфимского научного центра Российской Академии наук. В 1966 году защитил кандидатскую диссертацию на тему «Современная башкирская поэма», в 1996 году — докторскую диссертацию. Председатель правления Союза писателей Республики Башкортостан (1995—2011), секретарь, сопредседатель правления Союза писателей России. В период с 2008 по 2013 годы — Председатель Комитета по образованию, науке, культуре, спорту и делам молодёжи Государственного Собрания — Курултая Республики Башкортостан. На протяжении всей жизни Равиль Тухватович Бикбаев плодотворно сочетал поэтическую работу и занятие наукой с многогранной литературной и общественной деятельностью. Равиль Тухватович Бикбаев внёс значительный вклад в развитие башкирского языка, литературы, научной мысли и государственности.
Творческой деятельностью Равиль Тухватович начал заниматься в студенческие годы. Печатается с 1957 года. B 1962 году в журнале «Агидель» вышла его первая поэма «Вокзал», в которой он заявил о себе как о зрелом, самобытном, талантливом поэте лирико-философского мироощущения и склада. В образе вокзала олицетворена и судьба страны, и судьба малой родины — деревни, родного очага, соседей, поколения, вынесшего все тяготы военного времени. Отражается и судьба женщины, проводившей с этого вокзала мужа на войну, а теперь сына в армию. Тема войны, поставленная впервые в поэме «Вокзал», осталась одной из главных в творчестве Равиля Бикбаева. B 1964 году вышла в свет первая поэтическая книга «Степные дали», за которой последовали другие, принёсшие ему заслуженное признание как в мире поэзии, так и в мире науки.
Автор более 100 поэтических, литературоведческих и научно-исследовательских работ и книг. Для творчества Бикбаева Равиля Тухватовича характерен историзм мышления, стремление к философскому обобщению жизненных явлений. Важнейшее место занимают темы родного языка, культуры и историческая судьба народа. Острые проблемы времени нашли отражение в поэтическом монологе «Письмо к моему народу» (1982 год), поэмах «Жажду — дайте воды!» (Һыуһаным, һыуҙар бирегеҙ!) (1989 год), «Базарный топор» (1993 год). Поэтический язык Бикбаева отличается яркой образностью, тонкой психологичностью и оригинальной символикой. Поэт внёс значительный вклад в развитие эпических жанров в поэзии.
Написанная в форме стихотворного обращения к народу (хитапа), лирическая поэма Равиля Бикбаева «Жажду — дайте воды!» стала не только одним из программных произведений самого автора, но и всей башкирской литературы XX века. В поэме, написанной в ходе путешествий в период 1987—1988 годов, автор программно поднимает вопросы сохранения и развития природного, исторического и культурного наследия Башкортостана. В ходе мысленных «путешествий» в поле зрения Равиля Бикбаева попадают и известные башкортостанские Шиханы, уникальные природные памятники южной части Башкортостана, о судьбе которых рассуждает и переживает автор.

На прогулке. Фотография из семейной коллекции.

Молодой поэт Равиль Бикбаев. Фотография из семейной коллекции.

Как учëного-исследователя его всегда интересовали поэтический и духовный мир своих современников и предшественников, наиболее актуальные проблемы развития башкирской поэзии и литературы. Он опубликовал исследования по современной башкирской поэзии, философской лирике: «Время. Поэт. Народ» (1986 год), «Эволюция современной башкирской поэзии» (1991 год), «Шайхзада Бабич: Жизнь и творчество» (1995 год), «Слово поэта — совесть поэта» (1997 год) — таков далеко не полный перечень его научных исследований по литературоведению и литературной критике, изданных не только в Уфе, но и в Москве.
Отдельные произведения Бикбаева переведены на немецкий, турецкий, украинский, казахский, якутский, чувашский, каракалпакский, алтайский и другие языки. Работы и книги Бикбаева Равиля Тухватовича находятся в крупнейших библиотеках различных стран мира, в том числе в Библиотеке Конгресса США и Национальной библиотеке Австралии.
Равиль Тухватович Бикбаев принимал активное участие в культурной и общественной жизни Республики Башкортостан, выступал в печати с острыми публицистическими и критическими статьями.
В книге публицистики «Год человека» (2003 год), куда вошли статьи, выступления и интервью Равиля Тухватовича Бикбаева, нашли отражение и духовный облик обновляющегося Башкортостана, и сложные духовные искания наших современников, и актуальные проблемы нашей жизни, неразрывно сплетающиеся в диалектическом единстве и борьбе во второй половине двадцатого века и в начале нового тысячелетия.
B 1990—2000 годы Равиль Бикбаев много путешествовал, представляя башкирскую литературу в США, Франции, Турции, Южной Корее, Германии, в странах СНГ. Поездки поэта нашли отражение в путевых заметках, которые составили книгу путешествий «На заре выезжаю в путь» (2002 год) — новый жанр для башкирской литературы.
B июне 1999 года Равилю Тухватовичу Бикбаеву присвоено звание «Почётный гражданин города Уфы».
В 2007 году Равиль Тухватович Бикбаев назначен членом Президентского Совета Республики Башкортостан.
В 2008 году Равиль Тухватович Бикбаев был избран депутатом Государственного Собрания — Курултая Республики Башкортостан, в котором возглавлял Комитет по образованию, науке, культуре, спорту и делам молодёжи. В период 2008—2013 годов принимал активное участие в разработке и совершенствовании законодательных актов в качестве депутата регионального парламента и председателя профильного комитета.
Проблемы взаимосвязи писателя и времени, писателя и нравственности, пути развития современной литературы нашли отражение в публицистической книге Бикбаева «Дастан о Башкортостане», вышедшей в свет в 2013 году.
На протяжении всей жизни Равиль Тухватович Бикбаев плодотворно сочетал поэтическую работу и занятие наукой с многогранной литературной и общественной деятельностью.
Равиль Тухватович Бикбаев внёс значительный научный вклад в исследование и сохранение наследия Рами Гарипова, он активно содействовал увековечению памяти Мустая Карима, Зайнаб Биишевой, Загира Исмагилова, Амира Абдразакова и других видных деятелей башкирской культуры.
Равиль Тухватович Бикбаев вернул светлое имя Шайхзады Бабича в башкирскую культуру после десятилетий негласного запрета даже на простое упоминание Бабича. Благодаря Бикбаеву и его научным изысканиям в области истории башкирской литературы великое слово Шайхзады Бабича и его наследие зазвучали с новой силой и новыми красками.
Равиль Тухватович Бикбаев ушёл из жизни 23 апреля 2019 года в возрасте 80 лет после тяжёлой болезни, находясь в Республиканской клинической больнице № 2. Похоронен на Мусульманском кладбище в Уфе.
Светлое имя и память, культурное, творческое и научное наследие Равиля Тухватовича Бикбаева увековечены в Республике Башкортостан в соответствии с Указом Главы Республики Башкортостан Р. Ф. Хабирова от 1 октября 2019 г. № УГ-322 «Об увековечении памяти народного поэта Башкортостана Равиля Бикбаева».
В 2019 и 2023 годах документы, рукописи, фотографии из семейного архива были переданы членами семьи Равиля Тухватовича Бикбаева на государственное хранение в Национальный архив Республики Башкортостан для формирования мультимедийного архива материалов, связанных с жизнью, общественной, научной и творческой деятельностью  поэта, ученого-филолога, публициста, общественного деятеля, бывшего председателя Союза писателей Республики Башкортостан. Аудио- и видеоматериалы получены также из ГУП ТРК «Башкортостан» РБ. Научно-техническую обработку прошли около 2000 документов. Все документы включены в опись, впоследствии создан фонд личного происхождения (Р-5383). В фонд включены материалы творческой, научной, общественной деятельности Равиля Тухватовича Бикбаева, в том числе книги, рукописи, фотографии, аудиовидеоматериалы.
Мультимедийный архив создан в целях сбора и систематизации документов и сведений о жизни, творческой и общественной деятельности народного поэта Башкортостана, профессора, доктора филологических наук Р.Т. Бикбаева, что облегчит поиск необходимой информации для школьников, студентов, исследователей и всех тех, кто интересуется биографией и творчеством одного из самых ярких представителей литературы и науки Башкортостана на рубеже XX—XXI вв.

### Стихи, поэмы

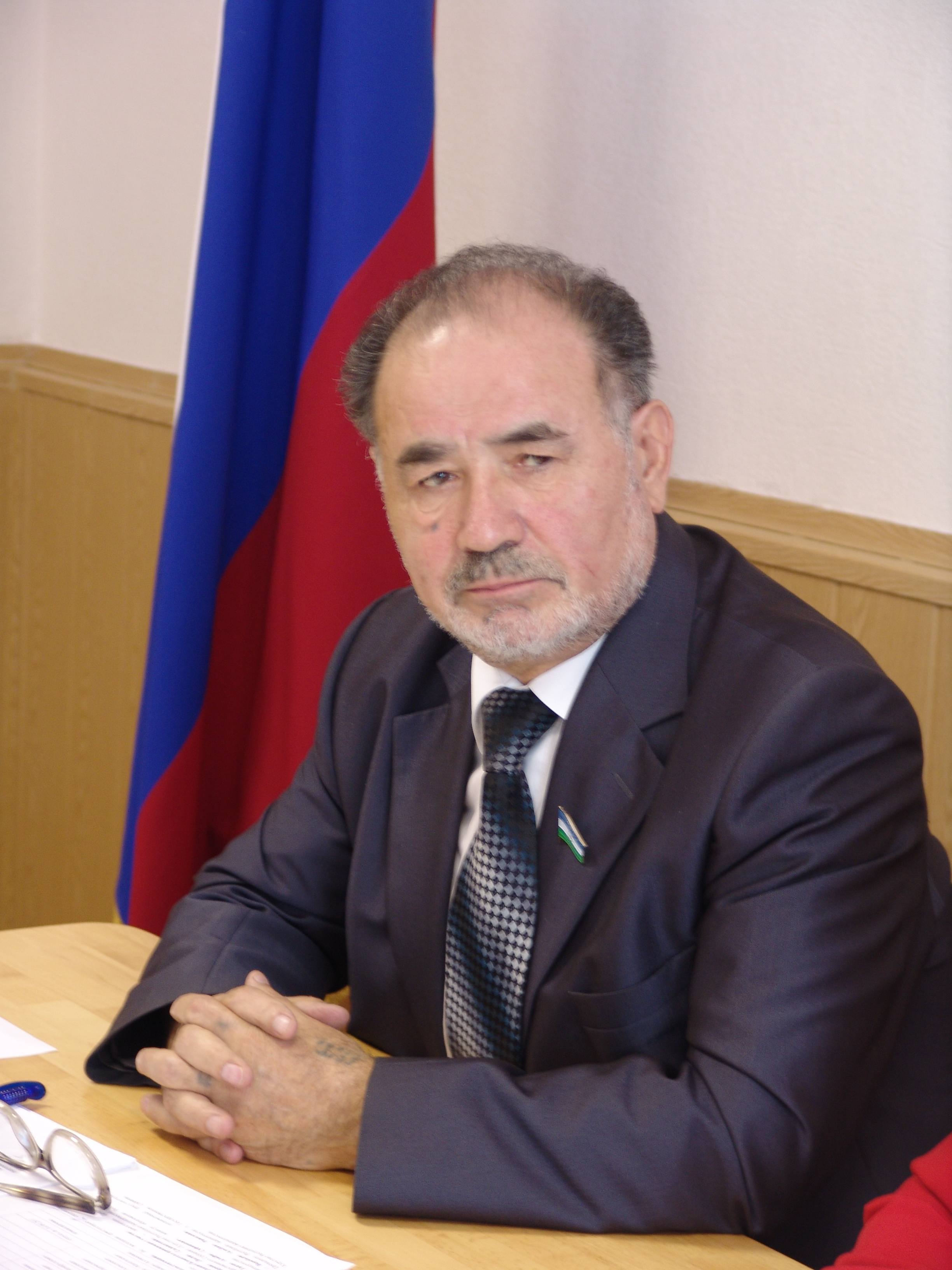
Равиль Бикбаев, 2011 год

- Равиль Бикбаев, 2011 годСтепные горизонты. Стихи и поэма. Уфа, Башкнигоиздат, 1964. 76 с (на башкирском языке)

- Млечный путь. Стихи и поэма. Уфа, Башкнигоиздат, 1967, 96 с (на башкирском языке)
- Автобиография. Стихи. Уфа, Башкнигоиздат, 1969, 94 с (на башкирском языке)
- Лирика. Уфа, Башкнигоиздат, 1971, 63 с (на башкирском языке)
- Середина жизни. Стихи, поэма. Уфа, Башкнигоиздат, 1976, 142 с (на башкирском языке)
- Поющие скалы. Стихи. М., «Современник», 1978, 78 с (на русском языке)
- Радостная весть. Стихи. Уфа, Башкнигоиздат, 1979, 96 с (на башкирском языке)
- Сияние земли моей. Стихи. Уфа, Башкнигоиздат, 1982, 79 с (на башкирском языке)
- Заря. Стихи. М., «Советская Россия», 1982, 79 с (на русском языке)
- Борозды. Стихи, поэмы. Уфа, Башкнигоиздат, 1985, 224 с (на башкирском языке)
- Звёздный дом. Стихи. М., 1985, 80 с (на русском языке)
- Судьба моя. Стихи, поэмы. Уфа, Башкнигоиздат, 1988, 240 с (на башкирском языке)
- Жажду — дайте воды! Поэма, стихи. Уфа, «Китап», 1991, 158 с (на башкирском языке)
- Всё — на нашей совести. Стихотворное письмо. Уфа, «Китап», 1991 (на башкирском языке)
- Сак-Сок. Стихи, поэмы. Казань, Таткнигоиздат, 1994, 271 с (на татарском языке)
- Под солнцем и луною (Ай кургендей, кояш алгандай). Избранные произведения. Уфа, «Китап», 1998, 544 с (на башкирском языке)
- Сто один хадис. Часть первая. Уфа, 2001 (на башкирском языке)
- Сто один хадис. Часть вторая. Уфа, 2002 (на башкирском языке)
- Сто один хадис. Часть третья. Уфа, 2003 (на башкирском языке)
- На заре выезжаю в путь (на башкирском языке)
- Полёт одинокой птицы. Уфа, 2005 (на башкирском языке)
- Разве можно забыть? Казань, 2008 (на татарском языке)
- Степной родник. Оренбург, 2008 (на русском языке)
- Триста три хадиса. Уфа, 2008 (на русском и башкирском языках)
- Заветное слово. Уфа, 2008 (на русском языке)
- Полёт одинокой птицы. Уфа, 2008 (на русском языке)
- Равиль Бикбаев. Пособие. Уфа, 2008 (на башкирском языке)
- Равиль Бикбаев. Пособие. Уфа, 2008 (на русском языке)
- Собрание сочинений в 6 томах. Уфа, 2008-2019 (на русском и башкирском языках)
- Сокровище: стихи и поэмы. Уфа, 2010, 152 с (на башкирском языке)
- Разве можно забыть? Уфа, 2013 (на башкирском языке)
- Дневники. Книга первая. 14.11.1968—03.12.1999. Уфа, 2013, 768 с (на башкирском языке)
- Дневники. Книга вторая. 01.01.2000—22.12.2009. Уфа, 2013, 744 с (на башкирском языке)
- Всадник Азамат. Уфа, 2015, 104 с (на башкирском языке)
- Самое первое чудо. Уфа, «Китап», 2016, 272 с (на башкирском языке)
- Дневники. Книга третья. 06.01.2010—30.12.2016. Уфа, 2018, 560 с (на башкирском языке)
- Последняя ночь (Һуңғы төн), Уфа, 2018 (на башкирском языке)[17]
- Семьсот семьдесят семь хадисов. Уфа, 2018 (на башкирском языке)

### Научные труды

Фотография из семейной коллекции.

- Библиография по башкирской литературе и литературоведению. Уфа, 1969, 335 с (на башкирском языке)
- Поэтическая летопись времени. Уфа, Башкнигоиздат, 1980, 272 с (на башкирском языке)
- Ш. Бабич. Жизнь и творчество. Уфа, Башкнигоиздат, 1981, 319 с (на башкирском языке)
- Время. Поэт. Народ. М., «Современник», 1986, 240 с (на русском языке)
- Эволюция современной башкирской поэзии. М., «Наука», 1991, 140 с (на русском языке)
- Шайхзада Бабич: Жизнь и творчество. Уфа, «Китап», 1995, 303 c (на русском языке)
- Шайхзада Бабич. Стихи, статья. Фотоальбом. Уфа, 1995 (на русском и башкирском языках)
- Слово поэта — совесть поэта. Уфа, «Китап», 1997, 512 с (на башкирском языке)
- Антология башкирской поэзии. Уфа, «Китап», 2001, 816 с (на башкирском языке)
- Тенденции развития современной башкирской поэзии, Уфа, «Вестник Академии наук РБ», 2002, т. 7. № 4
- Год человека. Уфа, «Китап», 2003, 202 с (на русском языке)
- Крылатый Бабич, «Бельские просторы», 2005 (на русском языке)[18]
- Антология поэзии Башкортостана. Голоса веков. Уфа, «Китап», 2007, 465 с (на русском языке)
- Родословная духовного единства, «Экономика и управление: научно-практический журнал», «Бельские просторы», 2007, (на русском языке)[19]
- Рами. Книга о поэте. Уфа, «Гилем», 2007, 487 c (на башкирском языке)
- В помощь учителю / Сост. Ф.С. Ахметова-Фазылова. Отв. ред. М.Х. Надергулов. Уфа, 2007. 64 с. (на башкирском языке)
- Рами. Книга о поэте. Уфа, «Гилем», 2008, 606 c (на русском языке)
- Судьба земли, дыхание времени. Уфа, «Китап», 2009, 751 с (на русском и башкирском языках)
- Карим М., Гарипов Р., Бикбаев Р. Учебное издание / Составитель И.А. Шарапов. Уфа: Китап, 2009. 192 с. (на башкирском языке)
- Путь утверждения добра (заметки депутата), Москва, 2013 , 40 с (на русском языке)
- Идеи евразийства и башкирская литература, Уфа, «Ватандаш», 2013 (на русском языке)[20]
- Дастан о Башкортостане. Уфа, «Гилем», 2013, 624 с (на русском языке)
- Рубаи Омара Хайяма в переводе Рами Гарипова на башкирский язык, «Проблемы востоковедения», 2013 (на русском языке)[21]
- Творческий путь Шайхзады Бабича в памяти родного народа, «Проблемы востоковедения», 2014 (на русском языке)[22]
- Всадник-Азамат (почитание коня как священного животного в башкирском народном творчестве), «Проблемы востоковедения», 2016 (на башкирском языке)
- Шайхзада Бабич: Жизнь и творчество (серия «Выдающиеся личности Башкортостана»). Уфа, «Китап», 2020, 224 c (на русском языке)
- Рами: Книга о поэте (серия «Выдающиеся личности Башкортостана»). Уфа, «Китап», 2022, 680 c (на русском языке, перевод с башкирского языка Г.Я. Хамматовой)

## Литература о Равиле Бикбаеве

Бикбаев Равиль Тухватович, 2009 год